# آناستازیا ماکاروا
آناستازیا ماکاروا (انگلیسی: Anastasia Makarova؛ زادهٔ ۸ ژانویهٔ ۲۰۰۳) ورزشکار در زمینه ورزش شنا اهل روسیه است.
وی در مسابقات کشوری و بین‌المللی در مجموع برندهٔ ۵ مدال طلا، ۸ مدال نقره، ۲ مدال برنز شده‌است.